# 伊藤述史

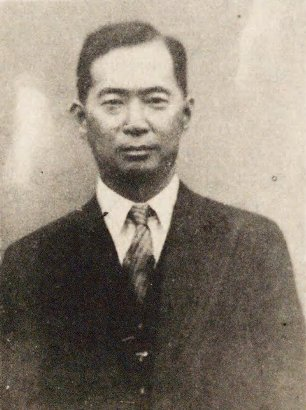
伊藤述史

伊藤 述史（いとう のぶふみ、1885年〈明治18年〉8月19日 - 1960年〈昭和35年〉4月3日）は、日本の外交官。情報局総裁、貴族院議員等を務めた後、戦後GHQにより公職追放された。

## 人物
愛媛県新居郡宇高村（高津村を経て現新居浜市）で、医師・伊藤道冲の長男として生まれた。東京高等商業学校（現一橋大学）卒業後外務省入省。その後リヨン大学に留学。各赴任先で英語、フランス語、ドイツ語、イタリア語、ロシア語などを次々と習得し語学の天才と評された。法学博士。妻はフランス人。
満州事変前後を通じ国際連盟政府代表代理を務め日本の国際連盟脱退を実現。1937年から支那欧米諸国歴訪特命全権公使を務め、日独伊三国同盟推進派だった大島浩駐ドイツ大使や白鳥敏夫駐イタリア大使の説得にあたったのち、1940年からは内閣情報部長や初代内閣情報局総裁を務め情報統制を行った。その後貴族院議員となったが戦後GHQにより公職追放され、GHQ参謀第2部（G2）直轄キャノン機関傘下の伊藤機関を組織した。追放解除後の1953年（昭和28年）の第3回参議院議員通常選挙に全国区から無所属で立候補したが落選した。

## 年譜
- 1885年愛媛県新居郡宇高村生まれ[1]。後、旧制西条中学校（のち愛媛県立西条高等学校）入学。
- 1907年 神戸高等商業学校（のち神戸大学）卒業。
- 1909年 - 東京高等商業学校（のち一橋大学）専攻部卒業、外務省入省。同期に有田八郎、岡部長景、徳川家正、来栖三郎。
- 1909年 - 領事館補としてリヨン在勤。リヨン大学留学。その後イタリア、フランス、スイス、支那、オランダ、ドイツ等で在勤。
- 1927年 国際連盟帝国事務局次長
- 1933年 在ポーランド特命全権公使
- 1937年 特命全権公使（支那、欧米諸国歴訪）
- 1940年8月 内閣情報部長
- 1940年12月 情報局総裁
- 1945年10月5日 貴族院議員[6]（1946年5月28日辞任[7]）
- 1946年 公職追放

## 栄典
- 1940年（昭和15年）8月15日 - 紀元二千六百年祝典記念章[8]

## 著書
- 「日本の外交」（三省堂、1940年）
- 「新アジア大観 / 伊藤述史編」（アジア連絡協会、1953年）
- 「La clause de la nation la plus favorisée : (droit international économique) / N. Ito」（Les Editions internationales、1930年）
- 「La protection des minorités / N. Ito」（L. Chauny et L. Quinsac、1931年）
- 「New Japan : six years of democratization / N. Ito」（Japan Peace Study Group、1951年）

## 論文
- 「仏教の戦争観」（一橋論叢（一橋大学）41巻3号、1959年3月号）